# 民生圓桌
民生圓桌（英語：HK Round Table On People’s Livelihood）是一個香港中間偏建制派智庫和地區組織，成立於2022年1月1日，自身並不視為政黨。

## 歷史
2022年1月1日，西貢區議會議員張美雄、張展鵬及前議員陳繼偉退出專業動力，並成立民生圓桌。智庫由社會上不同專業及領域的地區賢達組成，目的在於就民生不同議題向政府諫言，提出改善方案。陳繼偉為該組織主席，張美雄及張展鵬為發起人。

## 議員

### 區議會議員
2024年至2027年，民生圓桌在1個區議會共有3個議席，議員包括：
| 區議會 | 選任方式       | 議員   | 備註           |
| ------ | -------------- | ------ | -------------- |
| 西貢區 | 地區委員會界別 | 張展鵬 | 專業動力前成員 |
| 西貢區 | 地區委員會界別 | 張美雄 | 專業動力前成員 |
| 西貢區 | 地區委員會界別 | 陳繼偉 | 專業動力前成員 |

## 外部連結
- 民生圓桌Facebook專頁 （页面存档备份，存于）
- 疫情肆虐 逾7成人倡港府牽頭實施在家工作 學生提早放新年假 （页面存档备份，存于） 《東網》2022年1月10日
- 【Omicron】｜研究指逾七成市民欲停課及WFH　團體促斬釘截鐵應付疫情 （页面存档备份，存于） 《香港01》2022年1月10日
- 調查：逾7成人認為應停課及安排非前線員工在家工作 （页面存档备份，存于） 《點新聞》2022年1月10日
- 民生圓桌調查：逾7成半受訪者贊成在家工作及停課 （页面存档备份，存于） 《商報》2022年1月10日
- 調查指7成半受訪者認同政府應帶頭在家工作及停止面授 （页面存档备份，存于） 《商業電台》2022年1月10日
- Schools should break early for Lunar New Year: group （页面存档备份，存于） 《RTHK》2022年1月10日
- 91%受訪家長認為校內訓練成效低　團體倡增設訓練券支援外購服務 （页面存档备份，存于） 《東網》2022年1月23日
- 民生圓桌調查顯示逾95%家長促請為特殊教育需要學生增設「訓練券」 （页面存档备份，存于） 《商報》2022年1月23日
- 坊間指清零不切實際　團體促政府解釋 《第叁方傳媒報》2022年2月8日
- 動態清零定義含糊不清　團體促政府清晰解說 （页面存档备份，存于） 《東網》2022年2月8日
- 查揭逾九成人不明「動態清零」 團體籲政府加強講解 （页面存档备份，存于） 《香港01》2022年2月8日
- 民意調查指83%受訪者贊成「動態清零」 （页面存档备份，存于） 《香港商報》2022年2月9日
- (西貢)停課不停Pay SEN學童家庭亟待支援 （页面存档备份，存于） 《我家》2022年2月10日